# Bas Diederen
Bas Diederen né le 19 mai 1980 à Sittard est un triathlète professionnelle néerlandais, vainqueur sur triathlon Ironman, victorieux à sept reprises du championnat des Pays-Bas (2005, 2006, 2007, 2009, 2011, 2012 et 2013) et quatre fois champion des Pays-Bas moyenne distance (2008, 2009, 2010 et 2011). 

## Palmarès en triathlon
Le tableau présente les résultats les plus significatifs (podium) obtenus sur le circuit national et international de triathlon depuis 2005,.
| Année | Compétition                       | Pays           | Position           | Temps           |
| ----- | --------------------------------- | -------------- | ------------------ | --------------- |
| 2018  | Ironman 70.3 Luxembourg           | Luxembourg     | Médaille d'argent  | 3 h 51 min 13 s |
| 2017  | Ironman Maastricht-Limburg        | Pays-Bas       | Médaille de bronze | 8 h 25 min 50 s |
| 2017  | Ironman 70.3 Luxembourg           | Luxembourg     | Médaille d'argent  | 3 h 51 min 13 s |
| 2016  | Ironman Maastricht-Limburg        | Pays-Bas       | Médaille de bronze | 8 h 35 min 57 s |
| 2016  | Ironman 70.3 Luxembourg           | Luxembourg     | Médaille d'argent  | 3 h 50 min 7 s  |
| 2015  | Ironman Maastricht-Limburg        | Pays-Bas       | Médaille d'or      | 8 h 27 min 18 s |
| 2015  | Ironman 70.3 Luxembourg           | Luxembourg     | Médaille d'argent  | 3 h 51 min 3 s  |
| 2014  | Abu Dhabi International Triathlon | Bahreïn        | Médaille d'argent  | Timing          |
| 2013  | Ironman Allemagne                 | Allemagne      | Médaille de bronze | 8 h 12 min 7 s  |
| 2013  | Ironman Afrique du Sud            | Afrique du Sud | Médaille de bronze | 8 h 20 min 9 s  |
| 2013  | Championnat des Pays-Bas          | Pays-Bas       | Médaille d'or      | 1 h 46 min 12 s |
| 2012  | Ironman Barcelone-Maresme         | Espagne        | Médaille d'or      | 8 h 20 min 7 s  |
| 2012  | Ironman Mexique                   | Mexique        | Médaille d'argent  | 8 h 22 min 55 s |
| 2012  | Championnat des Pays-Bas          | Pays-Bas       | Médaille d'or      | 1 h 51 min 16 s |
| 2011  | Championnat des Pays-Bas          | Pays-Bas       | Médaille d'or      | 1 h 57 min 23 s |
| 2011  | Championnat des Pays-Bas MD       | Pays-Bas       | Médaille d'or      | 3 h 30 min 56 s |
| 2010  | Championnat des Pays-Bas MD       | Pays-Bas       | Médaille d'or      | 3 h 48 min 42 s |
| 2009  | Championnat des Pays-Bas          | Pays-Bas       | Médaille d'or      | 1 h 52 min 26 s |
| 2009  | Championnat des Pays-Bas MD       | Pays-Bas       | Médaille d'or      | 3 h 48 min 2 s  |
| 2008  | Championnat des Pays-Bas MD       | Pays-Bas       | Médaille d'or      | 3 h 49 min 26 s |
| 2007  | Championnat des Pays-Bas          | Pays-Bas       | Médaille d'or      | 1 h 52 min 30 s |
| 2006  | Championnat des Pays-Bas          | Pays-Bas       | Médaille d'or      | 1 h 51 min 46 s |
| 2005  | Championnat des Pays-Bas          | Pays-Bas       | Médaille d'or      | 2 h 0 min 19 s  |